# Serú Girán (álbum)
Serú Girán es el álbum debut homónimo del supergrupo musical de Argentina Serú Girán, lanzado en 1978 por Sazam. Fue producido por el músico de Argentina Billy Bond y grabado en Estados Unidos y Brasil. 
El álbum de estudio cuenta con las canciones «Serú Girán», «Seminare» y «Eiti-Leda», que se convirtieron en clásicos del rock argentino. Representó un punto de inflexión para el género en el país, dada la complejidad de las composiciones (en su mayoría de Charly García), y por la exploración con diversidad de ritmos y estilos musicales, como el rock progresivo y el jazz fusión, así como el uso poco habitual de sintetizadores y sinfonías orquestales.
Con el tiempo, el álbum de estudio ha sido citado como importante influencia para artistas y grupos musicales de años posteriores.
En 2021 fue lanzada la remasterización del álbum en formato digital y vinilo.

## Historia

### Antecedentes y grabación
Luego del Festival del Amor (11 de noviembre de 1977), Charly tenía decidido viajar a Brasil con su nueva banda, conformada por el guitarrista David Lebón, el bajista José Luis Fernández (su excompañero de La Máquina de Hacer Pájaros) y el baterista Gonzalo Farrugia. Ya había conocido a su nuevo amor, Marisa Zoca Pederneiras, en el ballet María María de Oscar Araiz durante una presentación en Buenos Aires. La artista y amiga Renata Schussheim fue la que sirvió de anfitriona para el encuentro. Antes de viajar a Brasil, García recibió la noticia de que no tenía banda: el baterista Farrugia había decidido irse a vivir a Los Ángeles (Estados Unidos) y Fernández a última hora había cancelado, provocando el enojo de García.
A principios de diciembre de 1977, García y Lebón viajaron a Brasil. Al pasar la frontera, todos los equipos de amplificación que llevaban tuvieron que quedar decomisados temporalmente (hasta que salieran de Brasil) en la aduana, ya que ellos no tenían dinero suficiente para pagar los impuestos de importación. García y Lebón se instalaron en el pueblo costero de Búzios (a 180 km al este de Río de Janeiro, poco más de tres horas en ómnibus), en una casita que alquilaron por los tres meses del verano, cerca de la playa. Allí hicieron «vida sana», comiendo frutas y componiendo canciones. 
A fines de enero de 1978, García regresó a Buenos Aires para firmar un contrato con Billy Bond y Oscar López. Una noche concurrió con el bajista José Luis Fernández a un bar donde se presentaba el dúo Pastoral para escuchar al bajista de la banda, Pedro Aznar, un bajista de 18 años de la escena under de Buenos Aires.
García esperó a que terminara el show de Pastoral y fue con Fernández a los camarines para charlar con Aznar. Lo convenció de unirse a su banda. García llamó también al baterista Oscar Moro, su excompañero en La Máquina de Hacer Pájaros, de 29 años. Con el dinero que había recibido como anticipo del contrato, les pagó el viaje a los dos músicos en una vieja camioneta, con la que cargarían los equipos que estaban incautados en Uruguayana. En la ciudad de San Pablo, Aznar y Moro pasaron a buscar a García (que había viajado en avión desde Buenos Aires) y recorrieron las tres horas hasta el pueblito de Buzios. 

«Esa misma noche tocamos por primera vez juntos y decidimos armar Serú Girán»
Charly García [cita requerida]

Serú Girán quedaría conformado por: Charly García, un músico clásico decantado en roquero; David Lebón, formado entre los Estados Unidos y Argentina; Oscar Moro ―todo un prócer del rock argentino―; y Aznar, un joven bajista prodigio del jazz fusión, un género popular en ese entonces. En marzo y abril de 1978 grabaron las bases del disco en el estudio El Dorado, en la ciudad de San Pablo. Durante las sesiones de grabación grabaron como la banda The Jets en el disco Billy Bond and the Jets de Billy Bond, en el cual se incluirían «Loco (¿no te sobra una moneda?)», muy tocado en vivo por la banda, y «Discoshock», el tema por el cual Serú Girán sería terriblemente juzgado y condenado en su recital debut. De la grabación del disco en Brasil con Billy Bond quedaron registros de temas que Serú Girán solía tocar en vivo pero nunca grabó y que el mismo Billy Bond usaría en sus siguientes discos, Billy Bond & The Jets, O Heroi y Quiénes son ellos, como es el caso del ya mencionado «Loco, ¿no te sobra una moneda?» y la versión completa de «Voy a mil» cantada en portugués por Billy Bond. El resultado final del disco fue una fusión de rock y jazz con música brasileña.

### Debut de Serú Girán
En julio de 1978 volvieron a Buenos Aires a presentar algunos temas de su ópera prima. La expectativa era enorme entre la gente, habían pasado varios meses sin Charly García, la situación social se tornaba más complicada y el público deseaba la respuesta de García y sus músicos a todo eso.
La primera presentación informal la dieron a mediados de julio de 1978 en un barco anclado cerca de la desembocadura del Riachuelo (un río del sureste de Buenos Aires) en el Río de la Plata, con invitados especiales, periodistas, amigos, y la banda causó grata impresión.
Para que comenzaran su travesía en Argentina, Miguel Grinbank (su nuevo mánager) les consiguió la participación en un extraño recital en el Luna Park, el 28 de julio de 1978:
el Festival de la Genética Humana, organizado por la Fundación de Genética Humana que presidía Alicia Raquel Hartridge de Videla, la esposa del dictador argentino de ese momento.

Tocaron a medianoche, «Eiti Leda», «Seminare» y «Loco, ¿no te sobra una moneda?». El sonido era pésimo.
Víctor Pintos, periodista presente esa noche

### Lanzamiento del álbum
Pero el verdadero debut ocurrió el 3 de noviembre de 1978 ―casi un año después del Festival del Amor (11 de noviembre de 1977)― en el Estadio Obras Sanitarias. Los resultados no fueron los esperados. A pesar del circuito cerrado de televisión que se instaló, la orquesta de músicos y toda la expectativa, las cosas no salieron del todo bien. El público poco prevenido de la nueva música de Charly, y algunos comentarios de Lebón y García, más la presentación de un tema satírico que se burlaba de la música disco, titulado «Discoshock», hicieron que el ignaro público asistente les tirara con las pilas de los walkmans con los que grababan el recital.
Fueron duramente criticados por los diarios. Los críticos musicales los destrozaron: «Estos no son los cuatro Serú Girán, sino unos dobles que tocaron por ellos» (Expreso Imaginario, diciembre de 1978, n.º 29). El diario La Opinión ―en plena Dictadura de Videla (de tendencia católica y homófoba)― los acusó de tener «voces homosexuales» (sic, por «voces de tenor» o «voces agudas»).

### Segunda fase de grabación del álbum
Los cuatro viajaron a Los Ángeles (Estados Unidos) a terminar la grabación del álbum. Llevaban en sus equipajes todas las «tortas», los pesados carretes de cinta magnética en que estaban grabadas las pistas de las canciones.
Contaron con la colaboración de Daniel Goldberg, quien tenía a su cargo los arreglos orquestales y la dirección de la orquesta de 24 músicos que participó en algunos temas como «Serú Girán» o «Eiti Leda». Esta canción era un tema de Charly, que él había compuesto cuando tenía 17 años y había llamado «Nena». Lo había tocado ya con Sui Géneris en su último recital e iba a ser parte del próximo disco de esa banda, Ha sido, pero finalmente este nunca se grabó.
Al terminar la grabación del disco, Charly y la banda abandonaron a su productor Billy Bond, quien gracias al contrato leonino que les había hecho firmar, se quedó con todas las grabaciones que no formaron parte del disco, les grabó su voz encima y publicó el álbum Billy Bond and the Jets, que no tuvo ningún éxito.

### Críticas
El primer disco de Seru Giran no tuvo la acogida que sus realizadores esperaban. Algunas de las razones fueron la «ausencia de frescura» (según un crítico musical), una cierta introversión en la que Charly venía navegando desde los últimos tiempos con La Máquina de Hacer Pájaros. Sin embargo, esto no desvaloriza el álbum, que indudablemente tiene muy buenos temas. Pero tal vez el factor más negativo de aquel Seru Girán fueron sus propios músicos y sus actitudes. García parecía cansado y confundido, y mostraba una especie de aversión hacia el público. Todo esto contribuyó a deteriorar aún más la relación con las audiencias.
El disco original fue editado por Sazam Records, una división de la discográfica Music Hall (perteneciente a Sicamericana SA). Esta sería luego comprada por el sello Diapasón, que reeditó el álbum en CD y casete con los temas ordenados de otra manera (e inexplicablemente eliminó la canción «Autos, jets, aviones, barcos», compuesta por Charly García y cantada por David Lebón).
Por sugerencia de Grinbank, durante todo el primer año no se promocionaban como Serú Girán sino como Charly García y (con letras de tamaño considerablemente inferior) Serú Girán.

## Lista de canciones
| N.º | Título                         | Escritor(es)                | Vocalista(s) principal(es)  | Duración |  |
| 1.  | «Eiti-Leda»                    | Charly García               | Charly García               | 07:01    |  |
| 2.  | «El mendigo en el andén»       | David Lebón - Charly García | David Lebón                 | 03:42    |  |
| 3.  | «Separata»                     | Charly García               | Charly García               | 01:40    |  |
| 4.  | «Autos, Jets, Aviones, Barcos» | Charly García               | David Lebón                 | 04:11    |  |
| 5.  | «Serú Girán»                   | Charly García               | Charly García - David Lebón | 07:35    |  |
| 6.  | «Seminare»                     | Charly García               | David Lebón                 | 03:32    |  |
| 7.  | «Voy a mil»                    | David Lebón - Charly García | David Lebón                 | 03:07    |  |
| 8.  | «Cosmigonón» ((Instrumental))  | David Lebón                 | Instrumental                | 01:38    |  |

## Músicos
- Charly García: Piano de cola (del estudio de grabación El Dorado, en San Paulo), sintetizador monofónico Minimoog, sintetizador ARP Solina Ensemble (ensamble de cuerdas), guitarra acústica y voz.[6]
- David Lebón: Guitarra eléctrica, guitarra acústica y voz.
- Oscar Moro: Batería y percusión.
- Pedro Aznar: Bajo eléctrico, bajo fretless y coros.

## Músicos invitados
- Daniel Goldberg: arreglos musicales, dirección orquestal y solo de supercorneta del Project.
- Orquesta Hypgnosis de 24 músicos contratados por el productor Billy Bond de La Compañía.
  - Syd A. (primer violín eléctrico Tesla y guitarra eléctrica Enron).
- Roupa Nova Conciencia (banda de músicos desconocidos): percusión adicional de tipo general y dinámica.

## Ficha técnica
- Ingenieros de grabación: Flavinho y Luiz Carlos en el estudio de grabación El Dorado (en San Paulo).
- Mezcla: Jay Antista en el estudio de grabación de ABC (en Los Ángeles).
- Master: Lanky Linstrot (Los Ángeles).
- Corte: Researchcraft Studios L. A. (Los Ángeles).
- Ingeniero de corte: Francisco Fernández.
- Fotografías: José Luiz Pederneiras (hermano de Zoca, la novia de Charly García), en el estudio de grabación El Dorado.
- Diseño de tapa (layout): Eduardo Maia do Vale.